# Inongo vi Makomè
Inongo vi Makomè (Kribi, Camerún, 2 de octubre de 1948) es un escritor camerunés. Su obra está compuesta por ensayos, novelas, relatos, cuentos y obras de teatro. Su obra, inspirada en la tradición popular de los cuentos africanos, aborda las relaciones entre África y Europa desde el punto de vista de la identidad de los africanos obligados a emigrar. Su lengua de expresión literaria es el español.

## Biografía
Inongo vi Makomè nació en 1948 en la ciudad de Kribi (Camerún). Debido a motivos laborales, sus padres debieron trasladarse pronto a Guinea Ecuatorial y fue allí donde Makomè realizó sus estudios secundarios. De esta manera se inició su contacto con la lengua española, que posteriormente utilizaría como lengua de expresión literaria. Más tarde amplió sus estudios en España, primero en  Valencia y Alicante, y después en Barcelona. Fue en Alicante donde empezó a escribir, y en 1998 publicó su primera novela.

## Obras

### Novelas
- Rebeldía (Carena, 1998)
- Nativas (Carena, 2008)
- Mam’ Enying! Cosas de la vida (Carena, 2012)
- Issubu (Carena, 2016)
- Juicio a un Estado y a un continente (2020)

### Relatos
- Historias de una selva africana. Para Muna (Carena, 2011)

### Teatro
- Muna Anyambe. La hija de Dios (2006)
- Bwee o Ititi. Una lucecita en la oscuridad (2006)

### Ensayos
- España y los negros africanos (La llar del llibre, 1990)
- La emigración negroafricana: tragedia y esperanza (Carena, 2000)
- Población negra en Europa. Segunda generación, nacionales de ninguna nación (Gakoa, 2002)